# Lagoptera elliptimacula
Lagoptera elliptimacula là một loài bướm đêm trong họ Erebidae.